# Henning (Minnesota)
Henning és una població dels Estats Units a l'estat de Minnesota. Segons el cens del 2000 tenia 719 habitants.

## Demografia
Segons el cens del 2000, Henning tenia 719 habitants, 366 habitatges, i 181 famílies. La densitat de població era de 89,8 habitants per km².
Dels 366 habitatges en un 19,4% hi vivien nens de menys de 18 anys, en un 41,5% hi vivien parelles casades, en un 5,2% dones solteres, i en un 50,5% no eren unitats familiars. En el 48,1% dels habitatges hi vivien persones soles el 33,6% de les quals corresponia a persones de 65 anys o més que vivien soles. El nombre mitjà de persones vivint en cada habitatge era d'1,95 i el nombre mitjà de persones que vivien en cada família era de 2,8.
Per edats la població es repartia de la següent manera: un 19,5% tenia menys de 18 anys, un 7% entre 18 i 24, un 18,8% entre 25 i 44, un 21,7% de 45 a 60 i un 33,1% 65 anys o més.
L'edat mediana era de 49 anys. Per cada 100 dones de 18 o més anys hi havia 77,1 homes.
La renda mediana per habitatge era de 21.944 $ i la renda mediana per família de 31.932 $. Els homes tenien una renda mediana de 30.417 $ mentre que les dones 20.972 $. La renda per capita de la població era de 15.450 $. Entorn del 8,1% de les famílies estaven per davall del llindar de pobresa.

## Poblacions més properes
El següent diagrama mostra les poblacions més properes.